# Emmy Noether
Amalie Emmy Noether (Erlangen, 23 marzo 1882 – Bryn Mawr, 14 aprile 1935) è stata una matematica tedesca.
Si occupò di fisica matematica, teoria degli anelli e algebra astratta e il suo nome è legato all'omonimo teorema del 1915, che mette in luce nel campo della fisica teorica una profonda connessione tra simmetrie e leggi di conservazione.

## Biografia
Figlia primogenita del matematico Max Noether e di Ida Amalia Kaufmann, entrambi di origini ebraiche, nacque nella città bavarese di Erlangen. Il suo primo nome era "Amalie", ma da giovane iniziò a usare il suo secondo nome, che usò costantemente anche nella vita adulta. Noether non spiccava a scuola, nonostante fosse notoriamente intelligente. Era miope. Le fu insegnato a pulire e a cucinare, e le furono impartite lezioni di pianoforteː non aveva passione per nessuna di queste attività. Dopo aver superato gli esami necessari all'abilitazione dell'insegnamento del francese e dell'inglese, scelse matematica all'Università di Erlangen, dove il padre insegnava. Completata la tesi sotto la supervisione di Paul Gordan, lavorò all'Istituto di Matematica per sette anni, senza essere retribuita. 
Nel 1915 fu invitata da David Hilbert e Felix Klein a far parte del Dipartimento di Matematica dell'Università Georg-August di Gottinga. Alcuni membri della facoltà di Filosofia si opposero, sostenendo che il titolo Privatdozent non potesse essere attribuito a donne, e lei trascorse quattro anni tenendo lezione a nome di Hilbert. Nel 1919 le fu infine concesso di sostenere l'esame per l'abilitazione, che ottenne nel maggio, continuando però a insegnare senza stipendio fino al 1923. Durante gli anni trascorsi a Gottinga ottenne rispetto e stima a livello mondiale per i suoi innovativi lavori matematici, venendo invitata a tenere una sessione plenaria del Congresso Internazionale dei Matematici di Zurigo del 1932. L'anno seguente il regime nazista le vietò l'attività di insegnamento in quanto ebrea. Emigrò negli Stati Uniti d'America, dove ottenne un posto al Bryn Mawr College in Pennsylvania.
Nel 1935 si sottopose a un intervento chirurgico per una cisti ovarica e morì quattro giorni dopo. Albert Einstein ne scrisse un necrologio sul New York Times poche settimane dopo la morte. Il topologo russo Pavel Alexandrov la definì «il più grande matematico donna di tutti i tempi». Il teorema di Noether è uno strumento fondamentale della fisica ed è insegnato regolarmente nella teoria quantistica dei campi e in fisica delle particelle.